# Sporveje i Aalborg
Sporveje i Aalborg, projektet Aalborg Elektriske Sporveje, var der planer om allerede i 1912.
Ideen om en letbane i Aalborg er ikke ny. Allerede i 1912 arbejdede byrådet i Aalborg med planer om at oprette elektriske sporveje til fremme af den kollektive trafik i byen. Firmaet "Skandinaviska Elektricitetsværk", der havde etableret sporveje i Odense var forhandlingspartner for Aalborg Kommune med et anlægsforslag. Forslaget omfattede to linjer: en linje fra Vejgaard til Vestbyen, samt en supplerende sporvejslinje fra den daværende pontonbro via centrum og Boulevarden til sygehuset på Hobrovej. Firmaet indleverede i 1913 det endelige forslag med anlægsomkostninger på 665.000 kr. til stadsingeniøren og anlægsudvalget, og der var enighed om at videreføre projektet "Aalborg Elektriske Sporveje". Spørgsmålet om valg af driftsform: kommunalt, privat eller semikommunalt aktieselskab (hvor Aalborg Kommune skulle have det halve af bestyrelsesposterne) skabte dog splid i byrådet. Sporvejssagen endte med, at de elektriske sporveje i Aalborg aldrig blev anlagt.